# Kunigunde Sterzl
Kunigunde Sterzl (auch Künigunda/Küngotlin  Stürzlin/Störzlin, alias Nonn) (* um 1544 in Eichstätt; † 18. Juli 1620 ebenda) war ein Opfer der Hexenverfolgung aus der Zeit des Höhepunktes der Verfolgung in Eichstätt.

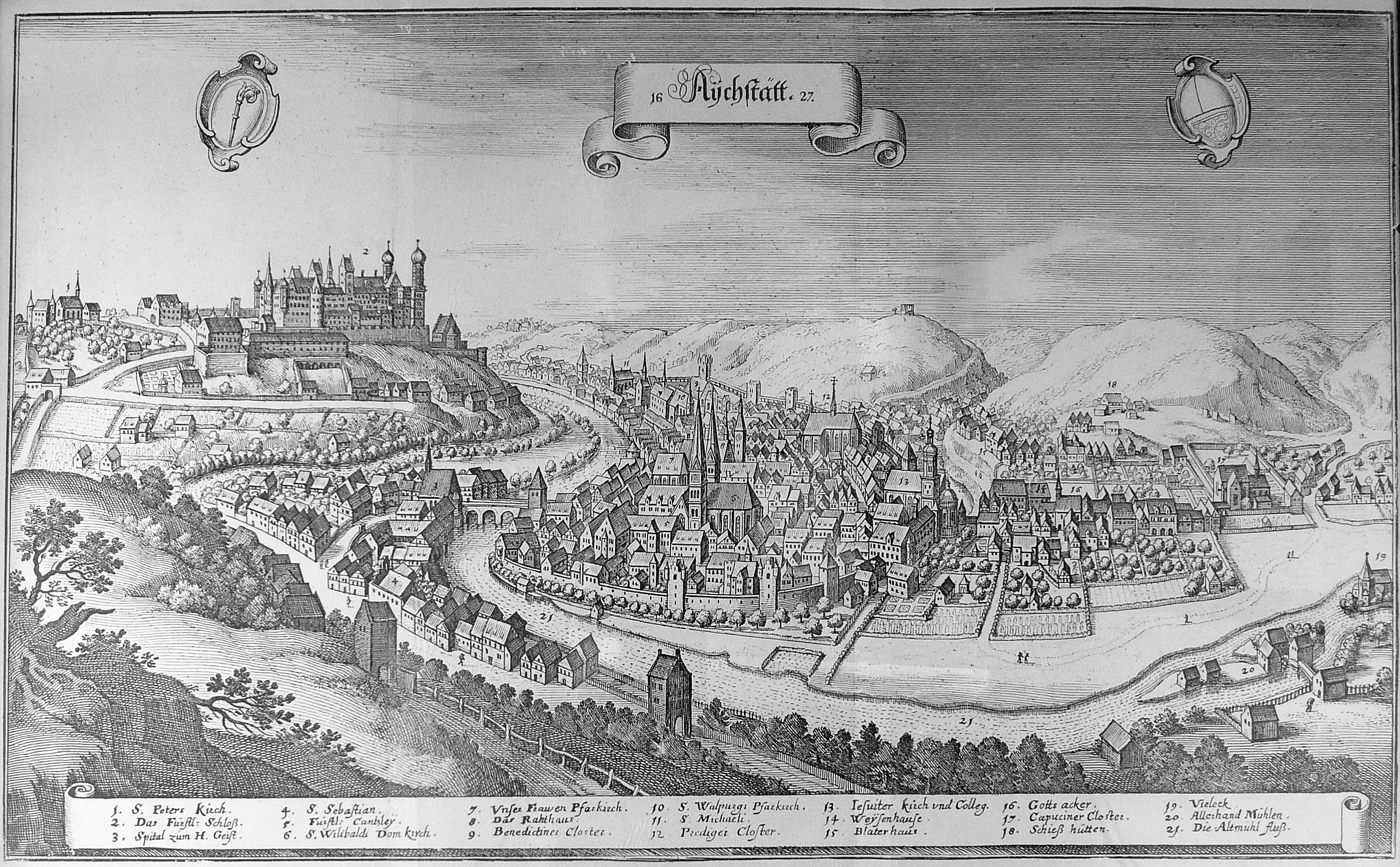
Eichstätt 1627, Stadtansicht von Matthäus Merian.

## Leben
Kunigunde Sterzl wurde um 1544 als Tochter des Schusters Alexius Jan und seiner Frau Anna Janin in Eichstätt geboren. Im Alter von etwa 32 Jahren (ca. 1576) heiratete sie Hanns Bidermann/Biedermann, Schuster in Eichstätt und Mitglied des äußeren Rats und lebte mit ihm bis zu seinem Tod 1606. Ihre Ehe blieb kinderlos. Sie besaßen ein eigenes Haus in der Ostenvorstadt von Eichstätt, in dem sie auch Zimmer vermieteten. Acht Jahre später heiratete Kunigunde 1614 im Alter von etwa 70 Jahren Hannsen Stürzel/Störzel, einen Bäcker, Witwer und Bürger der Stadt. Im Mai 1620 wurde sie im Alter von ca. 76 Jahren wegen Verdacht auf Hexerei in Eichstätt verhaftet, wochenlang von den Hexenkommissaren verhört, gefoltert und schließlich am 18. Juli 1620 zusammen mit drei weiteren Frauen öffentlich enthauptet und verbrannt.

## Hexenprozess

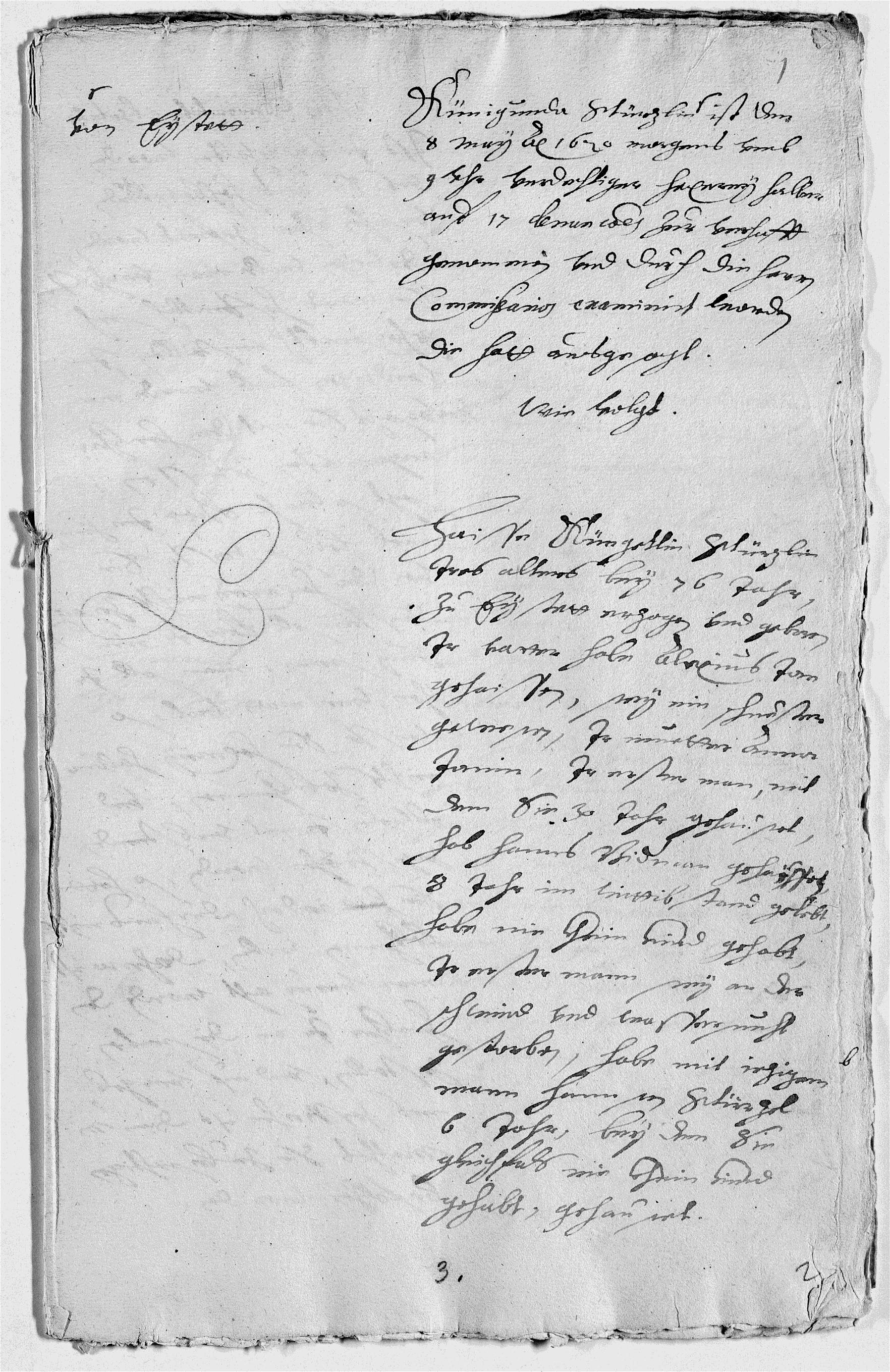
Seite 2 von 60 des Verhörprotokolls des Prozesses gegen Kunigunde

Kunigunde wurde am Freitag, den 8. Mai 1620 aufgrund von 17 Denunziationen wegen Verdacht auf Hexerei in Eichstätt verhaftet und morgens um 9 Uhr der Malefizkommission vorgeführt. Sie sagte „so wahr Gott Im Himmel leb, so wisse Sie von der Hexerey nichts zu sagen, dessen soll Gott Ir ein Zeug sein“. Darauf wurde sie vom Scharfrichter entkleidet und auf verdächtige „Hexenmale“ untersucht, die jedoch nicht vorhanden waren. Nachdem sie auf gutes Zureden immer noch nicht geständig war, wurde die Befragung in der Folterkammer durch das sogenannte „Leer Aufziehen“ fortgesetzt. Dazu wurden die Hände hinter dem Rücken zusammengebunden und der Körper ohne weitere Gewichte (leer) daran hochgezogen. Als sie trotz der starken Schmerzen weiterhin ihre Unschuld beteuerte, wurde sie herabgelassen und auf den „Auf den Stock“ gesetzt, vermutlich ein Folterstuhl mit Daumen- und Zehenschrauben. Noch zweimal wurde sie an diesem Vormittag durch das Aufziehen gepeinigt, bevor sie über die Mittagszeit in eine Haftzelle gebracht wurde. Am Nachmittag wurde das Verhör durch gütliche Befragung fortgesetzt, aber Kunigunde beteuerte weiterhin ihre Schuldlosigkeit „sey khein Unhold, wiss von der Hexerey nichts zu sagen, man machs gleich mit Ir wie man woll, und wann Ire 100 Sie Hexerey halben hetten angeben, so geschehe Ir iedoch Unrecht“.
Am nächsten Morgen legte sie ein erstes Geständnis ab und gab zu, sich ungefähr zehn Jahre zuvor mit dem Teufel in Gestalt eines Bauern gegen Geld eingelassen und Gott verleugnet zu haben (Teufelsbuhlschaft, Gottesverleugnung). Nachdem sie am dritten Verhörtag keine weiteren Untaten zugeben wollte, wurde sie am vierten Verhörtag durch Auspeitschen mit der Rute zu weiteren Geständnissen gebracht. Sie gab zu, an einem Hexentanz am Galgenberg teilgenommen und sich dort dem Teufel erneut hingegeben zu haben. Auch sei sie dort vom Teufel getauft worden und habe schwarzes Pulver von ihm erhalten mit dem Auftrag, dieses zum Schaden von Mensch und Vieh anzuwenden (Teufelstaufe, Hexentanz). Die am fünften Tag vorgesehene Folter blieb ihr zufällig erspart, da sich Handwerker im Garten nebenan aufhielten. An diesem Tag gestand sie endlich, das schädliche Pulver im Auftrag des Teufels an Menschen und Tieren in mehreren Fällen tatsächlich angewendet zu haben, welche fast alle kurz danach gestorben seien (Schadenzauberei).
An sechs weiteren Verhörtagen gab sie alle Schadenzaubereien zu, derentwegen sie angezeigt wurde, wobei durch dreimaliges „Leer Aufziehen“ und „auf den Stock setzen“ nachgeholfen wurde. Sie gestand auch, Unwetter herbeigeführt zu haben (Wettermachen) und mit der Gabel nachts durch die Luft gefahren zu sein (Hexenflug), um an Hexentänzen teilzunehmen. Dies habe gewöhnlich Dienstag-, Donnerstag- und Samstagnacht stattgefunden. Es habe Wein, Essen und Musik gegeben und der Teufel habe dabei vielen Frauen brennende Kerzen in den Hintern gesteckt. Unter Androhung weiterer Folter gestand sie, geweihte Hostien, die sie bei der Kommunion in der Kirche empfangen hatte, zehnmal ausgespuckt und entehrt zu haben und außerdem das Kruzifix und Heiligenbilder bespuckt zu haben (Gotteslästerung).
Vom 11. bis 24. Verhörtag konzentrierten sich die Hexenkommissare darauf, die Namen angeblicher Komplizinnen und Komplizen zu bekommen, wobei hier mehrfach mit erneuter Folter gedroht wurde. Kunigunde nannte insgesamt 59 Personen (53 Frauen und sechs Männer), von denen neun zu diesem Zeitpunkt bereits als vermeintliche Hexen hingerichtet worden waren und mindestens 13 Personen mit Kunigunde oder später vom selben Gericht wegen Hexerei zum Tode verurteilt und hingerichtet wurden.
Insgesamt war Kunigunde 72 Tage in Haft (vom 8. Mai bis 18. Juli) und wurde an insgesamt 29 Tagen verhört (bis 19. Juni). An drei Tagen wurde ihr die Folter angedroht und an drei Tagen auch angewendet. Einen Verteidiger hatte sie offenbar nicht, denn im Protokoll wurde keiner erwähnt. Während des Prozesses traten fünf namentlich benannte Zeugen auf, welche die angebliche Schadenzauberei bestätigten. So sei ein Schreiner, der im Jahr zuvor bei Kunigundes Haus zu tun hatte, nach vier Monaten Fieber verstorben. Das dreijährige Kind eines Nachbarn sei an „Roter Gicht“ gestorben und ebenso eine seit langem schwerkranke junge Frau aus dem nahen Siechenhaus. Weiterhin sei eine gesunde Kuh in Kunigundes Stall plötzlich gestorben, ebenso ein Pferd im Nachbarhaus. Für die Urteilsfindung spielten die Zeugenaussagen kaum eine Rolle, weil nach damaliger Rechtsauffassung die Geständnisse (Urgicht) der Angeklagten maßgeblich waren.
Die Prozessakte endete mit der Kostenrechnung des Scharfrichters, der jede einzelne Tätigkeit bei der peinlichen Befragung und Hinrichtung nach der geltenden Gebührenordnung für sich und seinen Gehilfen in Rechnung stellte. In Summe waren es 3 Gulden 47 Kreuzer 2 d, die ebenso wie die übrigen Haftkosten von der Verurteilten bzw. ihren Hinterbliebenen zu bezahlen waren.
Das Urteil wurde im Prozessprotokoll nicht erwähnt, sondern im Urfehdebuch der Stadt zusammen mit dem finalen Geständnis (Urgicht) festgehalten. Bemerkenswert ist hierbei, dass für Kunigunde kein eigenes Urteil geschrieben, sondern auf ein früheres Todesurteil verwiesen wurde, das bereits ein halbes Jahr zuvor über vier andere Frauen wegen Hexerei verhängt worden war. Dies war jedoch kein Einzelfall, sondern wurde in Eichstätt ab Ende des Jahres 1619 bis zum Ende der örtlichen Hexenverfolgung 1630 standardmäßig so gehandhabt.

## Hinrichtung

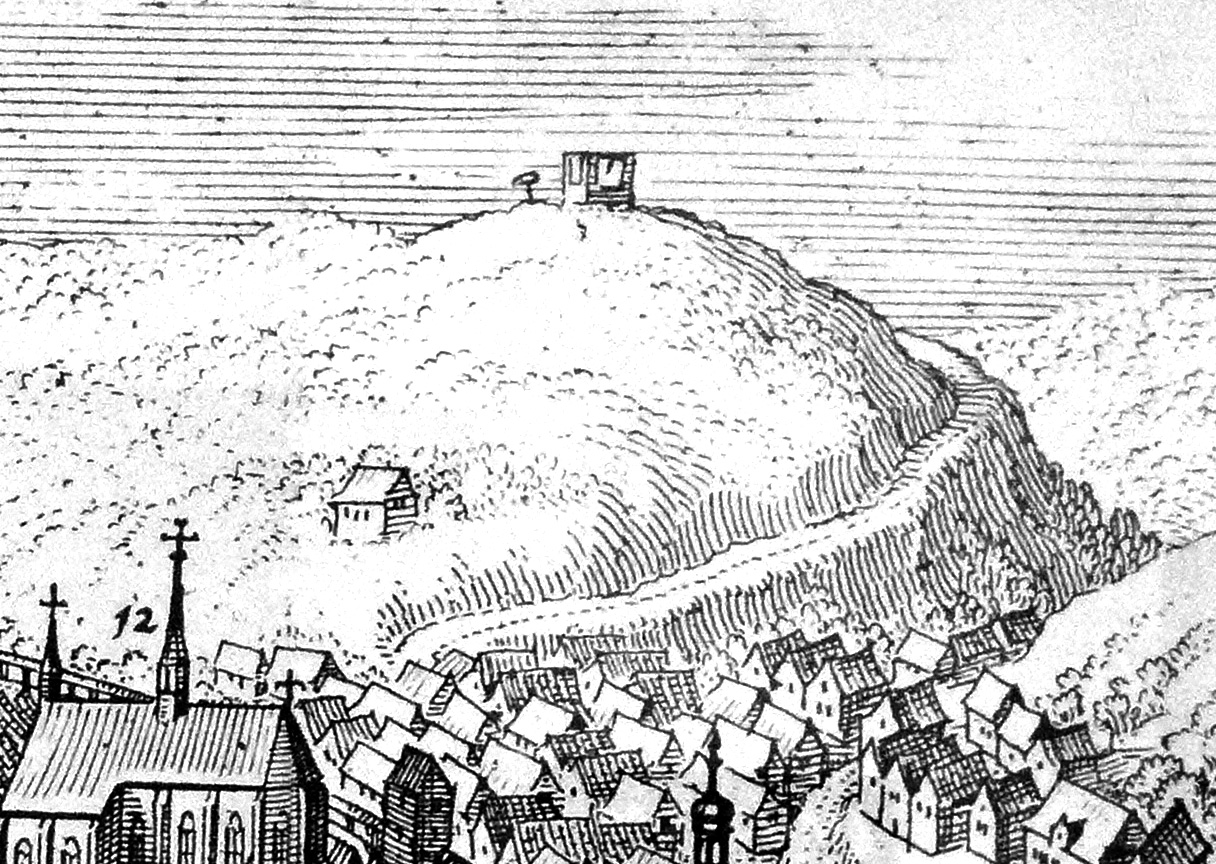
Hochgericht auf dem Galgenberg oberhalb von Eichstätt (Ausschnitt aus der Stadtansicht von Matthäus Merian 1627).

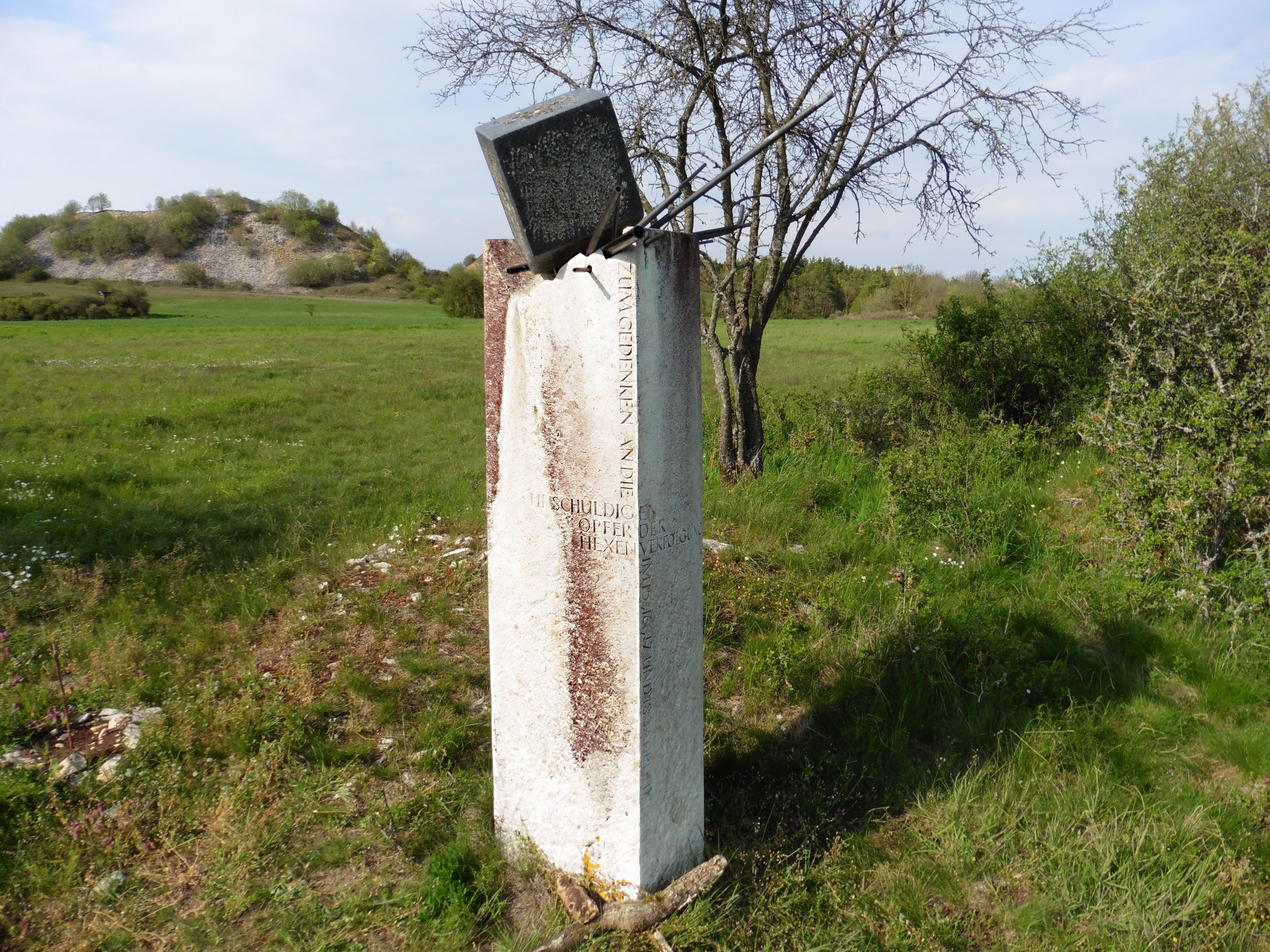
Mahnmal für die Opfer der Hexenverfolgung in Eichstätt an der Hinrichtungsstätte.

Als Gerichtstag wurde für Kunigunde Sterzl und drei weitere Frauen der Samstag, der 18. Juli 1620 festgelegt. Dies war der fünfte von insgesamt neun Eichstätter Gerichtstagen im Jahr 1620, in welchem insgesamt 24 Frauen und ein Mann wegen angeblicher Hexerei hingerichtet wurden. An diesem Tag wurde morgens gegen 8 Uhr die Sperrglocke des Rathauses im Abstand von jeweils einer halben Stunde dreimal geläutet. Mit dem ersten Läuten versammelten sich der Blutrichter und alle Mitglieder des inneren und äußeren Rats in der Ratstube, wo die Urgicht der Verurteilten und das vom fürstlichen Hofrat verfasste Urteil verlesen wurde. Anschließend befragte der Blutrichter jeden Ratsherrn, ob er diesem Urteil zustimme. Mit dem dritten Läuten der Sperrglocke wurden die Verurteilten aus dem Amtshaus in das Stubengericht heruntergebracht, welches nun öffentlich wurde. Im Beisein aller Anwesenden wurden die Angeklagten vorgestellt und ihre Urgicht verlesen. Im Anschluss fragte der Blutrichter die Beisitzer nach ihrem Urteil und ließ anschließend das Todesurteil des Gerichts verkünden. Für jede der vier Verurteilten wurde ein Stab in drei Teile zerbrochen und auf den Boden geworfen.
Danach wurde der Scharfrichter aufgefordert, gemäß diesem Urteil vorzugehen. Er fesselte die Verurteilten und führte sie zu seinem Pferdewagen, in dem auch ein Geistlicher mitfuhr. Der Blutrichter ritt zusammen mit berittenen Stadtknechten an der Spitze des Zuges, der die Verurteilten vom Rathaus zum Richtplatz auf den Galgenberg hinauf brachte, wo der Hinrichtungsplatz bereits vorbereitet war. Dort angekommen erhielten die Verurteilten Gelegenheit zu einer letzten Beichte und Reue. Währenddessen verkündete der Amtsknecht dem umstehenden Volk, dass es jedermann bei Todesstrafe verboten sei, einzugreifen, falls dem Scharfrichter der Schwerthieb misslingen sollte. Nun waltete der Nachrichter Matthias Hörman seines Amtes und enthauptete nacheinander jede der vier Frauen mit dem Schwert. Zum Schluss verkündete er dem Blutrichter laut und vernehmlich, er hätte vollbracht, was das Urteil und Recht verlangt habe, worauf dieser und die Wachen in die Stadt zurückkehrten, während am Richtplatz die Leichen der Frauen verbrannt wurden. Sie erhielten kein christliches Begräbnis und ihr Tod wurde auch nicht in den Kirchenbüchern eingetragen.

## Weitere Hinrichtungen
Mit Kunigunde wurden an diesem Tag ebenfalls als vermeintliche Hexen folgende Frauen hingerichtet:
1. Helena Schneckin, mindestens 65 Jahre alt, vermutlich die Witwe des 1594 verstorbenen Thomas Schneck, Hofrat und Stadtprobst in Eichstätt, mit dem sie fünf erwachsene Kinder hatte.
2. Barbara Freyin, Apothekersfrau von Eichstätt.
3. Eva Hohenschildin, alias die Koch Eva, 36 Jahre alt, Frau des Michael Hohenschild, alias Kochmichel, Garkoch und Weinwirt in der Rosengasse beim Prediger Kloster (Dominikanerkloster), der acht Jahre später am 8. April 1628 ebenfalls wegen Hexerei in Eichstätt hingerichtet wurde.